# Emil von Sauer
Emil Georg Conrad, cavaler von Sauer von Aichried (n. 8 octombrie 1862, Hamburg, Confederația Germană – d. 27 aprilie 1942, Viena, Germania Nazistă) a fost un pianist, compozitor și profesor german de pian, care a activat în Austria și Germania. A fost elevul lui Franz Liszt și un pianist însemnat al generației sale.
Józef Hofmann l-a considerat cel mai talentat dintre elevii lui Liszt - „un adevărat mare virtuoz” 

## Biografie
Sauer s-a născut în 1862 la Hamburg, în Confederația Germană ca fiu unic al lui Johann Georg Sauer,comerciant si bun organist, și al lui Julia Katherina Wilhelmina, născută Gordon  care avea rădăcini scoțiene.
La cinci ani a început să învețe să cânte la pian de la mama sa, care a fost eleva lui Ludwig Deppe la Academia de muzică din Hamburg.
Până la vârsta de zece ani nu arătat un talent deosebit și nu a progresat în cântatul la pian, iar tatăl său se gândea să-l dedice avocaturii. La 12 ani Sauer a avut, însă, o revelație care i-a schimbat cursul vieții, în timpul unui recital de pian al lui Anton Rubinstein. La scurt timp după aceea maestrul l-a ascultat cum cântă, si i-a recomandat să plece la Moscova pentru a studia cu fratele sau, Nikolai Rubinstein. În cele din urmă, în 1879-1881 Sauer a studiat la Conservatorul din Moscova unde s-a distins ca elev al lui Nikolai Rubinstein.  Moartea lui Rubinstein în 1881 l-a silit să se întoarcă. A început sa dea concerte pentru a-și ajuta familia.La Hamburg si în toată Germania s-a bucurat de succes, la fel și în Spania, doar în Anglia a trecut neobservat.
În 1884 a cunoscut-o în Italia pe prințesa Carolyne zu Sayn-Wittgenstein și a cântat în fața ei, după care ea l-a recomandat fostului ei iubit, Franz Liszt. Sauer a studiat la Berlin cu Ludwig Deppe  și,timp de doi ani (1884-1885), cu Liszt la Weimar , dar o vreme, nu i-a plăcut să se considere elevul lui Liszt. Doar mai târziu a recunoscut influența lui Liszt asupra sa și a muzicii in general.
Începând din 1882 Sauer, ca pianist virtuoz, a efectuat decenii la rând, până în 1936 numeroase turnee de concert, care au entuziasmat publicul  cariera lui de interpret prelungindu-se până în anul 1940. 
În ianuarie 1885 a fost ovaționat la Berlin, cântând Concertul pentru pian nr.5 de Beethoven și concertul de Adolf von Henselt. Un critic l-a numit „al doilea Taussig”. Au urmat turnee în Rusia, Danemarca,Suedia, apoi și în Turcia și Bulgaria.  În 1887 s-a însurat cu Alice Elb. În 1889 a cântat concertele pentru pian ale lui Ceaikovski sub bagheta compozitorului. 
A cântat prima dată la Londra în 1894, iar în America  în 1898-1899 și apoi iarăși, în 1908.  
Sauer a fost invitat să cânte la curțile regale din București, Sofia și München.În Bulgaria o a compus melodia Imnului Regal care a fost adoptată între anii 1908-1925. 
În 1901 a fost numit director al școlii de pian (Meisterschule für Klavierspiel) de la Academia imperială de muzică din Viena (Conservatorul Societății Prietenilor Muzicii, astăzi denumit Universitatea de Muzică și Arte Performante din Viena). A părăsit acest post în aprilie 1907, dar l-a reluat între 1915-1921. În continuare s-a stabilit un timp la Dresda, continuând activitatea concertantă.
În 1930 s-a întors la postul său de profesor la Conservatorul din Viena.pe care l-a păstrat până la moarte. 
Între elevii săi s-au numărat Elly Ney, Stefan Askenaze, Webster Aitken, Liubka Kolessa, Isolda Algrimm, Jorge Bollet, Manuel Rosenthal,Siegfried Schultze, Barbara Isakides, Gheorghe Halmoș, Guilelm Șorban,, Helena Morsztynówna, Monique de la Bruchollerie  și Olof Wybergh.
A murit în aprilie 1942, în timpul celui al Doilea Război Mondial,la vârsta de 79 ani.
la domiciliul său din Viena, în districtul 4, pe Graf Starhemberg - Gasse.
A fost înmormântat la cimitirul Johannisfriedhof Tolkewitz din Dresda. 

## Arta pianistică
În pofida opiniei sale inițiale, Sauer este considerat  un reprezentant al Scolii de pian a lui Liszt, prin  abordarea puternic romantică a untei tehnici muzicale care cerea controlul total al claviaturii. Spre deosebire de colegul sau, Moriz Rosenthal care domina claviatura cu o forță orchestrală, despre Sauer se spunea ca mângăia clapele pianului într-un mod suav și lin. Înregistrările îl arată înclinând mai mult spre tempouri relaxate și spre exactitudinea detaliilor decăt     
revărsarea temperamentului.
Dacă uneori interpretarea sa are un deficit de respir, este întotdeauna elegantă și splendid cizelată.

## Viața particulară
Emil von Sauer a fost căsătorit de două ori. Prima sa soție, din 1887, a fost Alice Nannette, născută Elb, (1865-1939) evreică de origine, nepoata vestitului homeopat Paul Wolff. Cu ea a avut nouă copii, între care: Alice Agnes Louise (căsătorită Mueller), Dorothea von Sauer, juristul și avocatul Emil von Sauer von Aichried jr. (1889-1967) care a fost în 1948-1959 președintele Baroului de avocați din Germania de vest Eva, Hans, Herbert, Klara și Walter von Sauer 
Cu a doua soție, pianista de concert de origine portoricană și mexicană Angélica Euterpe Morales (1911-1996), care i-a fost elevă și cu care s-a căsătorit dupa moartea primei soții în 1939, Sauer a avut doi fii:Julio (Julian) și Franz Alfred (1942-1995)

## Premii și omagii

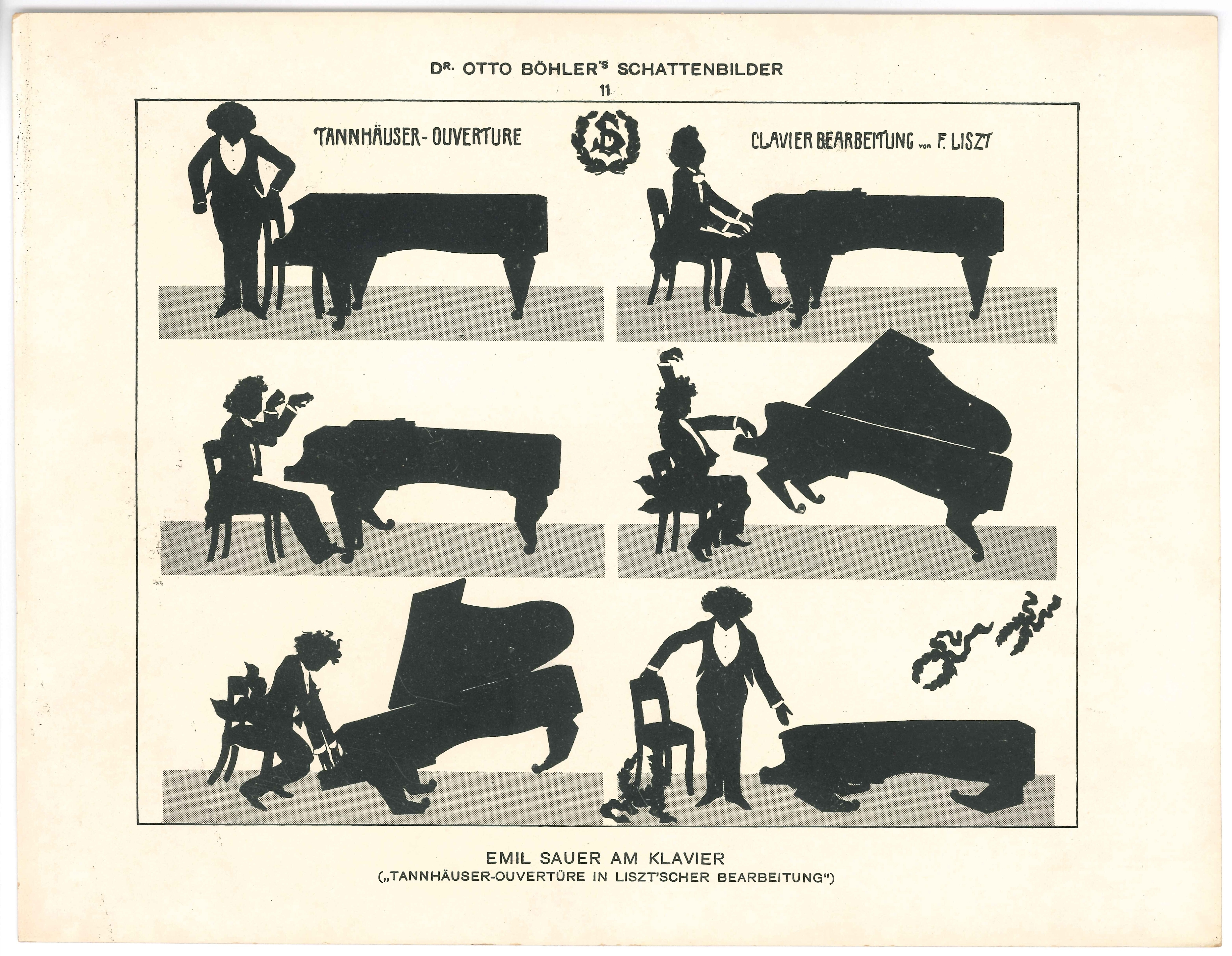
Emil Sauer la pian interpretând uvertura la opera Tannhäuser în prelucrarea lui Liszt, viniete de dr Otto Böhler, înainte de anul 1900, publicate în 1914

- 1917 - A fost înnobilat cu titlul de cavaler de către împăratul Austro-Ungariei, Carol I. De atunci si-a adăugat la numele de familia particula „von”,
- 1910 - Medalia de aur a Societății Filarmonice din Londra[22]
- Legiunea de Onoare a Franței cu rangul de comandor
- A fost cel dintâi pianist ales membru de onoare al Societății Filarmonice din Viena, onoare de care nu au beneficiat până în anii 2020 decât pianiștii Wilhelm Backhaus și Alfred Brendel [15]
- Enrique Granados i-a dedicat Los Requiebros din lucrarea sa „Goyescas”

## In memoriam
- O stradă în cartierul Hamburg-Bahrenfeld din Hamburg îi poartă numele, la fel - din 1952 - și Sauergasse din Viena.

### Von Sauer în alte media artistice
- Albert Besnard i-a pictat portretul

în 1910 
- Otto Böhler a pictat mai multe viniete ("siluete") cu Emil Sauer cântând la pian, publicate în 1914

## Compoziții
Muzica compusă de el este considerată de o însemnătate minoră.
- 2 concerte pentru pian (nr.1 în mi minor, scris în 1895 și publicat în 1900,[15] a fost cântat în premieră la Boston, și dedicat memoriei lui Nikolai Rubinstein, și nr.2 în do minor, dedicat mamei sale)
- 2 sonate pentru pian (în re major și în mi bemol major)
- 33 studii de concert [24]
- suită modernă
- Lieder

- Imnul regal al Bulgariei - Doamne, ocrotește-l pe țar (Боже, Царя ни пази), versiunea din 1908-1925, pe text de generalul Gheorghi Agura; în 1925 textul a fost transpus pe o melodie nouă de Emanuil Manolov

## Cărți
- 1901 - Meine Welt, Bilder aus dem Geheimfach meiner Kunst und meines Lebens  (Lumea mea, tablouri din tainele artei și vieții mele)

## Editări muzicale
- a editat muzica pentru pian a lui Johannes Brahms ( 2 volume), 12 volume de muzica pentru pian de Liszt [26] și mai multe lucrări pentru pian de Frédéric Chopin, Robert Schumann, César Franck, Domenico Scarlatti în editura C.F.Peters
- a editat scrieri pedagogice de Theodor Kullak, Josef Pischna și Louis Plaidy[14]

## Discografie selectivă

### Ca interpret
„Înregistrările care au rămas de la Sauer sunt o palidă reflectare a artei sale. Maestrul, deja bătrân, nu mai poseda virtuozitatea de altădata” (A.Pâris 1995) 
- Emil von Sauer—1940 live recordings. Works by Chopin, Sauer, Schubert, Schumann, Sgambati. Willem Mengelberg dirijând Orchestra Regală Concertgebouw (Arbiter CD 114).
- Emil von Sauer: The Complete Commercial Recordings (3-CD set, Marston Records).
- Emil von Sauer Plays Liszt: Piano Concertos Nos 1 and 2. Orchestre des Concerts du Conservatoire conducted by Felix Weingartner (Dutton Labs UK B0001DCXLK).

### Compoziții
- Concertul pentru pian Nr. 1 interpretat de Stephen Hough cu City of Birmingham Symphony Orchestra dirijată de Lawrence Foster. Înregistrat în 1994. CD-ul conține și concertul pentru pian Nr.4 in Fa minor Op 82 de Xaver Scharwenka (Hyperion no. 66790).
- Concertul pentru pian Nr. 2 interpretat de Oleg Marshev cu Orchestra Simfonică Aarhus, dirijată de James Loughran (Danacord DACOCD 596).
- Sonata pentru pian Nr. 2 si alte lucrări pentru pian interpretate de Oleg Marshev (Danacord DACOCD 534).
- Études de Concert interpretate de Oleg Marshev (Danacord DACOCD 487).